# AP-621

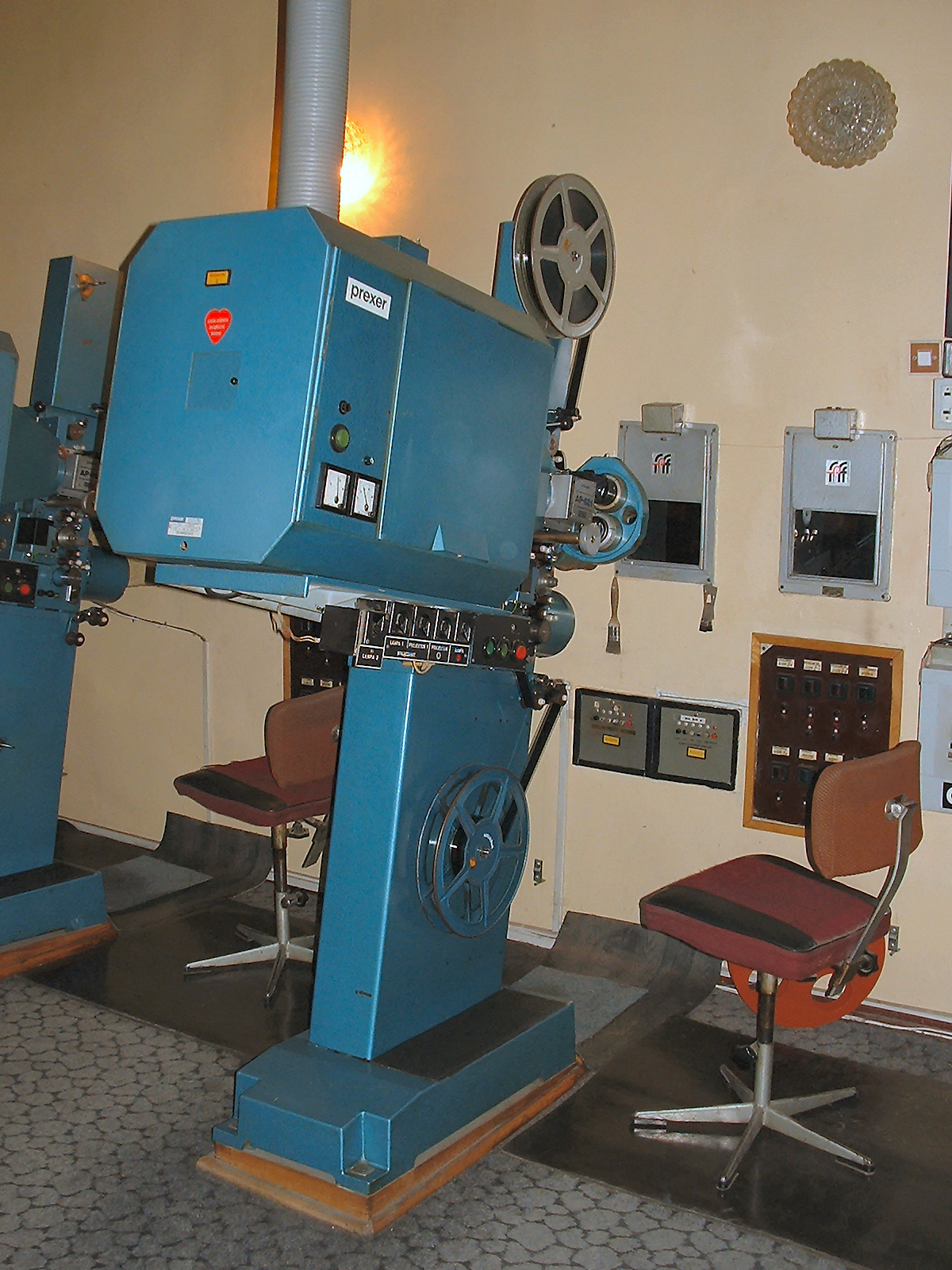
Projektor AP-621 w kabinie projekcyjnej

AP-621 – kinowy projektor filmowy przeznaczony do projekcji na taśmie 35 mm, produkowany przez Łódzkie Zakłady Kinotechniczne „PREXER”. 

## Konstrukcja
Projektor AP-621 wyposażony był w latarnię z kolbą ksenonową (początkowo w układzie pionowym, później poziomym). Jego konstrukcja umożliwiała wykorzystanie cew (szpul filmowych) przeznaczonych na taśmy o długościach 600 i 1800 m (czas projekcji odpowiednio: 20 i 60 minut).
W projektorach tego typu zastosowano również magnetyczny mechanizm automatyzacji projekcji. Koniec taśmy filmowej oklejany był folią aluminiową, która przesuwając się przez czujnik w polu magnetycznym powodowała załączenie drugiego projektora i płynne przejście pomiędzy aktami wyświetlanego filmu.